# Queenslandophilus elongatus
Queenslandophilus elongatus är en mångfotingart som beskrevs av Karl Wilhelm Verhoeff 1938. Queenslandophilus elongatus ingår i släktet Queenslandophilus och familjen storjordkrypare. Inga underarter finns listade i Catalogue of Life.